# Sehnde
Sehnde − miasto w Niemczech, w kraju związkowym Dolna Saksonia, w związku komunalnym Region Hanower.

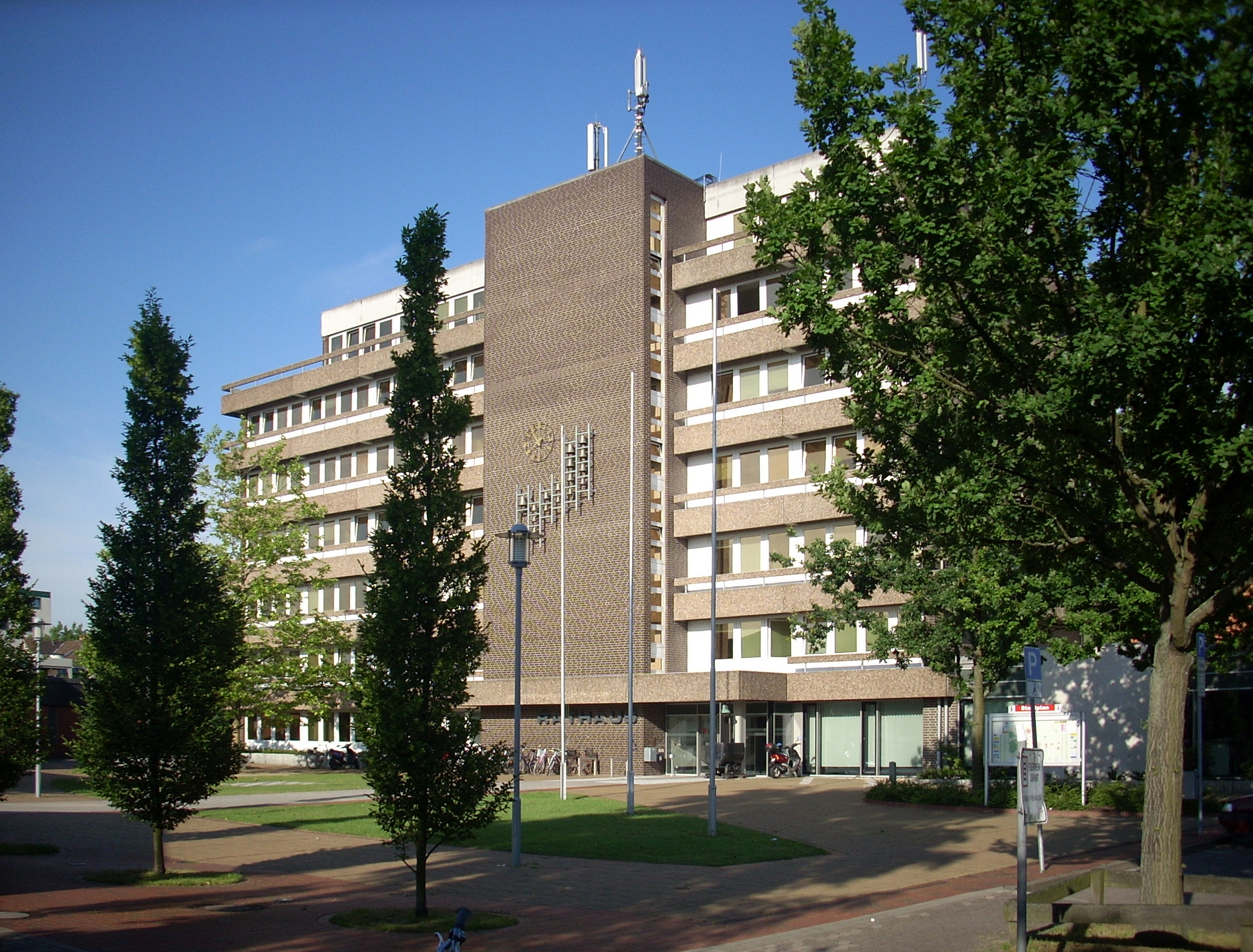
Ratusz w Sehnde